# Халкомелем
Халкомелем — один из индейских языков, относящийся к центрально-салишской ветви салишской языковой семьи. Распространен в районе реки Фрейзер и на юге острова Ванкувер в канадской провинции Британская Колумбия. Ему родственны языки скомиш, сешельт и нуксак.
Халкомелем состоит из трех диалектов:
- Halq’eméylem — в верхнем течении реки Столо (приток Фрейзера),
- Hǝn’q'ǝmin'ǝm' — в нижнем течении реки Столо
- Hulq’umín’um', на котором говорит шесть близкородственных племен в районе пролива Джорджия

В 1977 году американский лингвист Брент Галлоуэй из Калифорнийского университета в Беркли составил первую грамматику, а также разработал вариант письменности на основе латиницы, которая была принята в качестве официальной. В настоящее время он работает над созданием словаря.
На халкомелем существует богатая устная традиция, в которой выражено своеобразное, отличное от европейского, видение мира.
Язык находится на грани вымирания, во многом из-за обучения индейских детей в специальных государственных школах. По оценкам на 2000 год, число свободно говорящих на халкомелем составило менее двенадцати человек. Индейскими организациями при поддержке Университета Британской Колумбии разработан ряд программ по сохранению языка.

## Примеры слов и фраз
| Русский         | Halq’eméylem    |
| --------------- | --------------- |
| Привет          | Kwéleches       |
| Как дела?       | Lichewx we eyo  |
| Хорошо          | Tsel we eyo     |
| Спасибо         | Kw’as hoy       |
| Как тебя зовут? | Tewat te' skwix |
| 1               | Letse           |
| 2               | Isa: le         |
| 3               | Lhi: xw         |
| 4               | Xe’o: thels     |
| 5               | Lheq’a: tses    |
| 6               | T’xem           |
| 7               | Tho: kws        |
| 8               | Teqa: tsa       |
| 9               | Tu: xw          |
| 10              | O:pel           |

## Фонология
Ниже представлены звуки диалекта Hul’q’umi’num:

### Согласные
|                            | Губно-губные | Межзубные | Альвеолярные | Альвеолярные аффрикаты | Палатальные | Латеральные | Велярные | Лабиализованные велярные | Увулярные | Лабиализованные увулярные | Глоттальные |
| -------------------------- | ------------ | --------- | ------------ | ---------------------- | ----------- | ----------- | -------- | ------------------------ | --------- | ------------------------- | ----------- |
| Взрывные                   | p            |           | t            | ts                     | tʃ          |             | k        | kʷ                       | q         | qʷ                        | ʔ           |
| Эйективные                 | pʹ           | tθʹ       | tʹ           | tsʹ                    |             | tɬʹ         |          | kʷʹ                      | qʹ        | qʷʹ                       |             |
| Фрикативные                |              | θ         | s            |                        | ʃ           | ɬ           | x        | xʷ                       | χ         | χʷ                        | h           |
| Плавные                    | m            |           | n            |                        | j           | l           |          | w                        |           |                           |             |
| Глоттализованные назальные | m̰            |           | n̰            |                        | j̰           | l̰           |          | w̰                        |           |                           |             |

### Гласные
- краткие [i u e ə a]
- долгие [iː uː eː aː].